# Bathyphantes biscapus
Bathyphantes biscapus là một loài nhện trong họ Linyphiidae.
Loài này thuộc chi Bathyphantes. Bathyphantes biscapus được Wladislaus Kulczynski miêu tả năm 1926.